# Elgin (Illinois)
Elgin – miasto w Stanach Zjednoczonych, w stanie Illinois, w hrabstwach Kane i Cook. Miasto założono w 1836 roku. Leży nad rzeką Fox River, 60 km na północny–zachód od Chicago. Elgin ma 113,3 tys. mieszkańców (dane z 2023 roku) co sprawia, że jest piątym co do wielkości miastem obszaru metropolitalnego Chicago i szóstym w stanie Illinois. Blisko połowa mieszkańców to Latynosi (w tym 85% Meksykanów).
Dawniej znajdowały się tutaj siedziby jednej z największych fabryk zegarków na świecie. Miasto słynęło również z producentów produktów mlecznych – największych na Środkowym Zachodzie (w tym siedziba The Borden Milk Company).

## Ludność
Według danych pięcioletnich z 2022 roku, 47,3% mieszkańców stanowili Latynosi, 37,6% identyfikowało się jako biali niebędący Latynosami, 14,3% było rasy mieszanej, 6,2% miało pochodzenie azjatyckie, 5,4% stanowili czarni lub Afroamerykanie, 1,2% to rdzenni Amerykanie i 0,15% pochodziło wysp Pacyfiku.
W latach 2000–2020 populacja miasta wzrosła o 19,9 tys. (21%), z 94,8 tys. do 114,6 tys. mieszkańców.

## Galeria

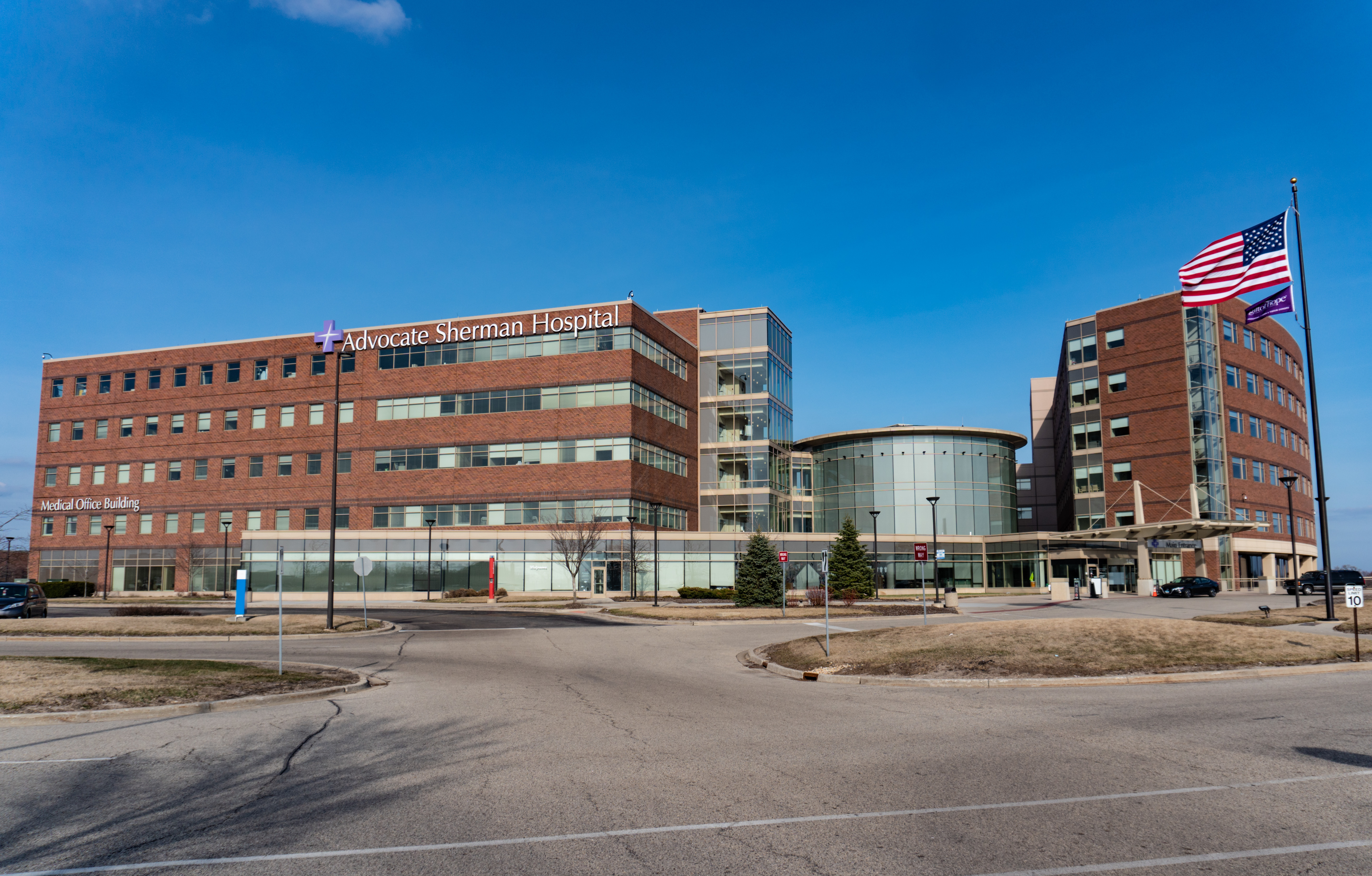
Szpital w Elgin
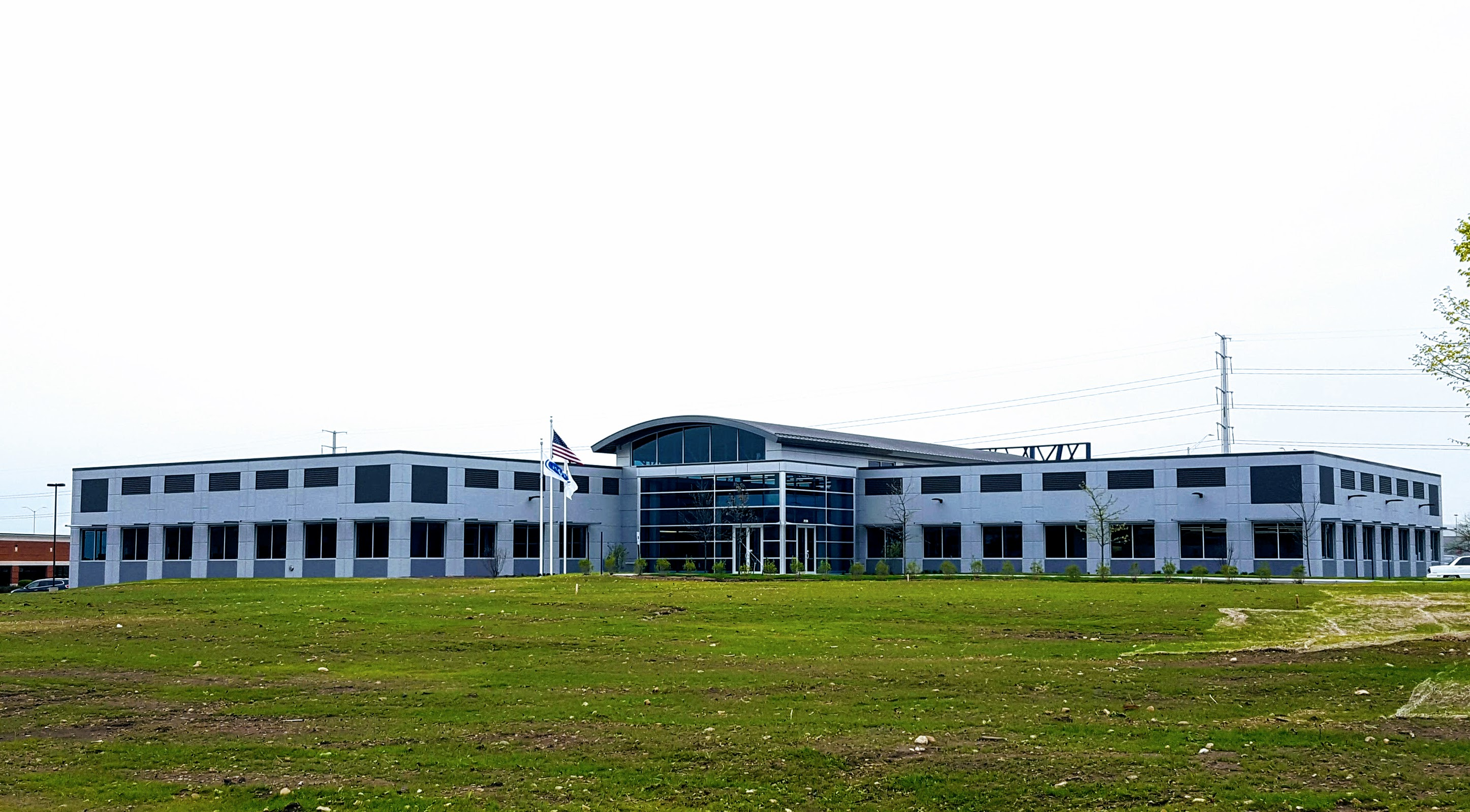
Siedziba Międzynarodowego Stowarzyszenia Producentów i Wytwórców (FMA)
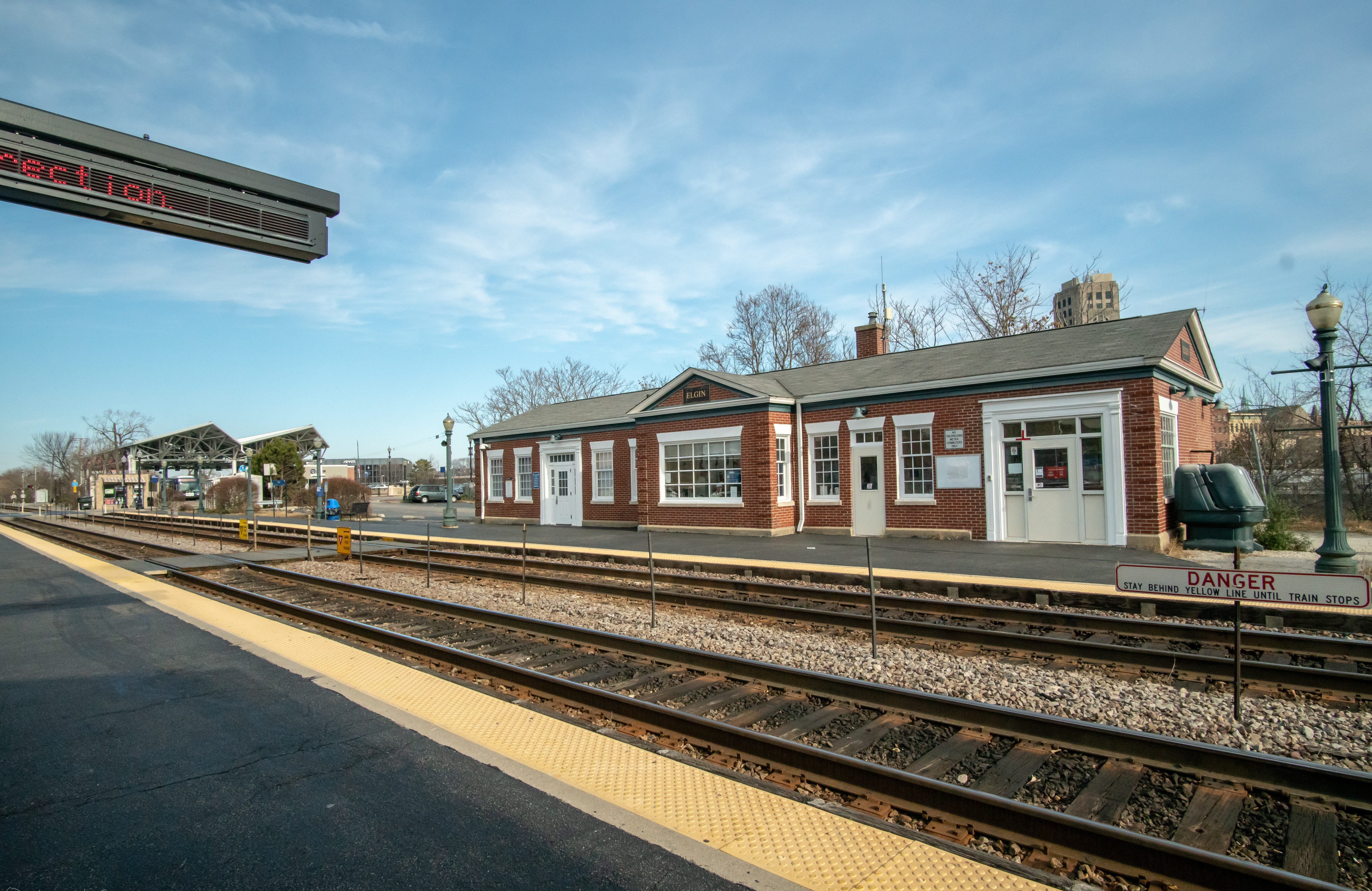
Stacja kolejowa w Elgin
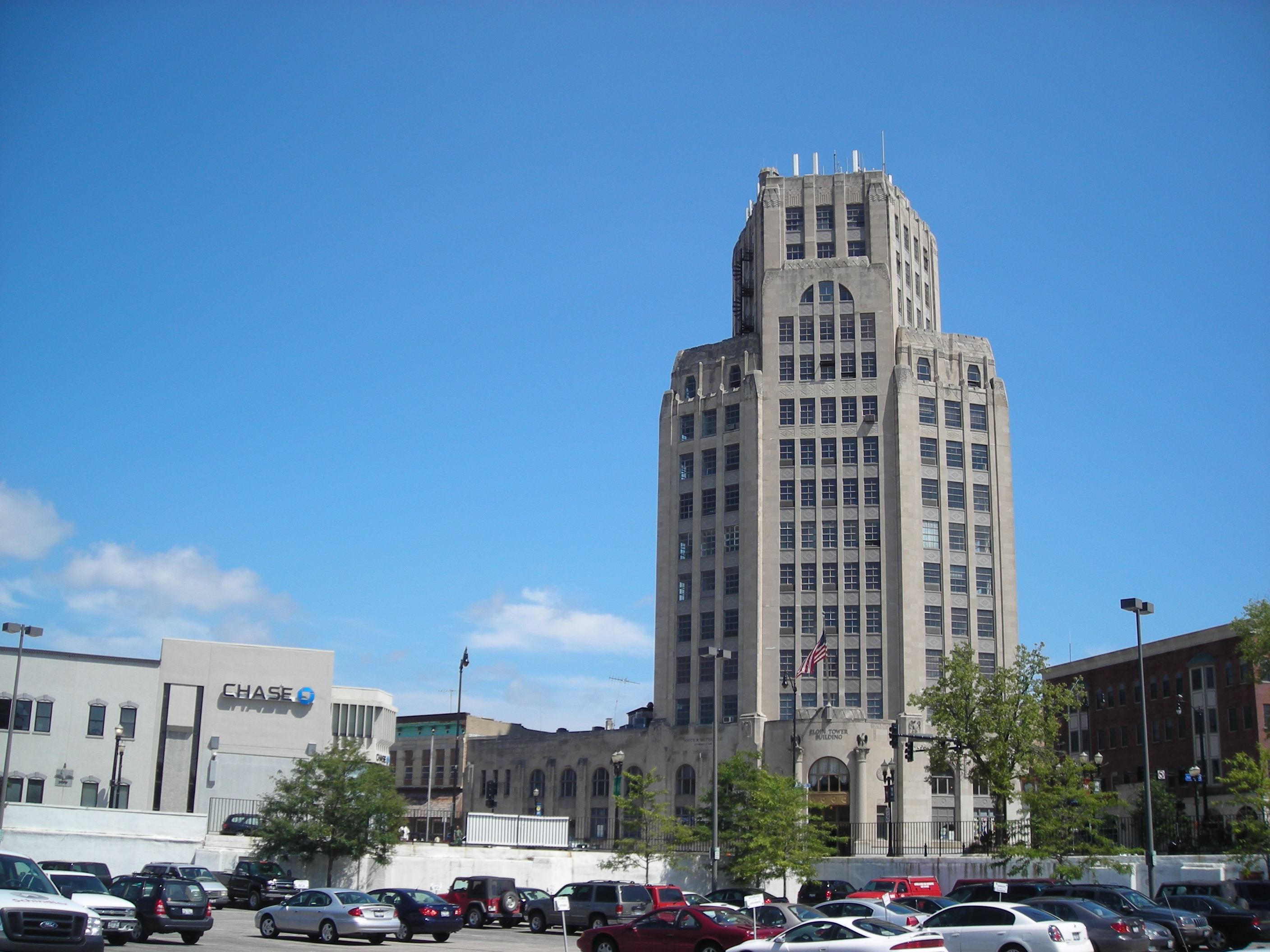
Elgin Tower Building
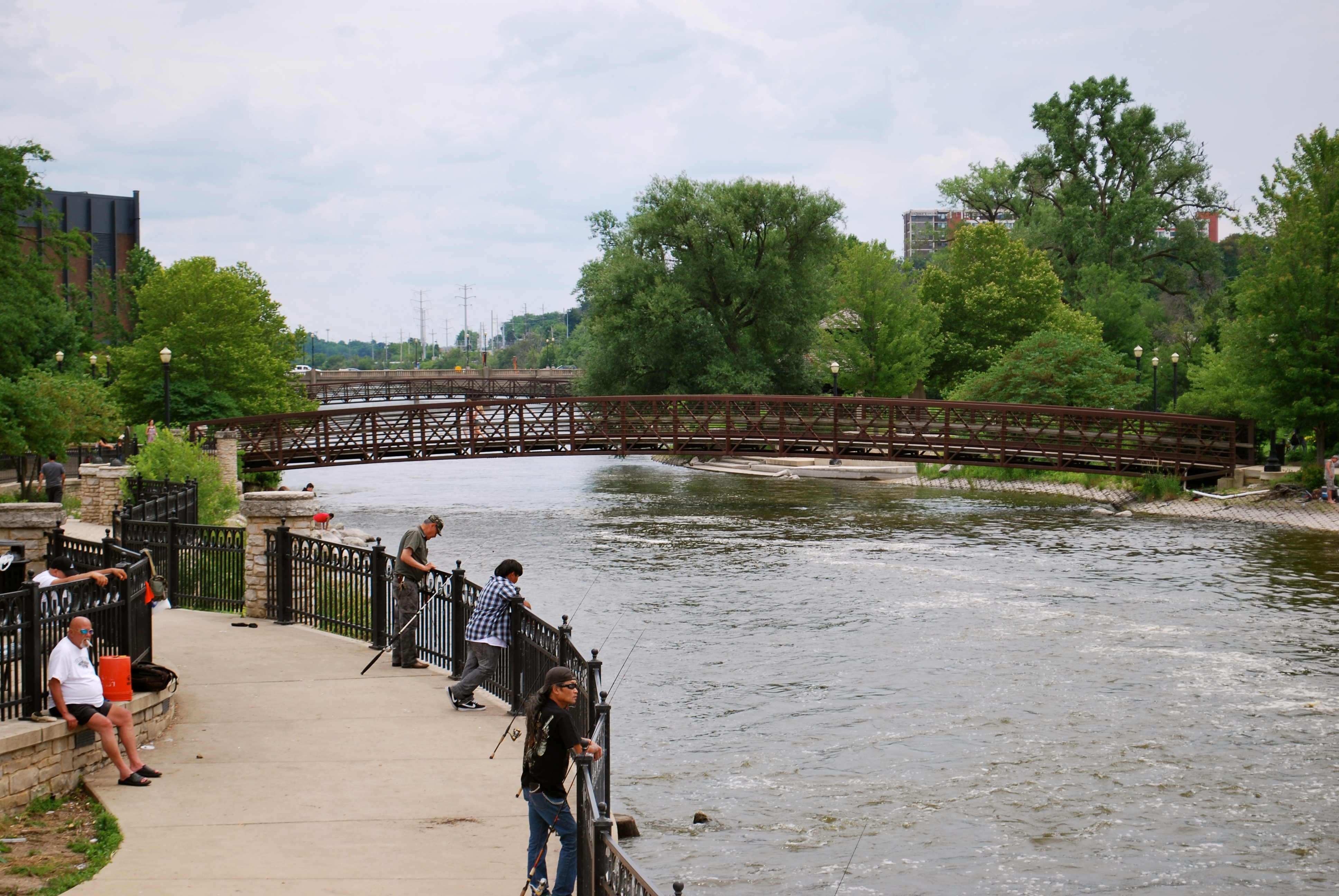
Fox River w Elgin
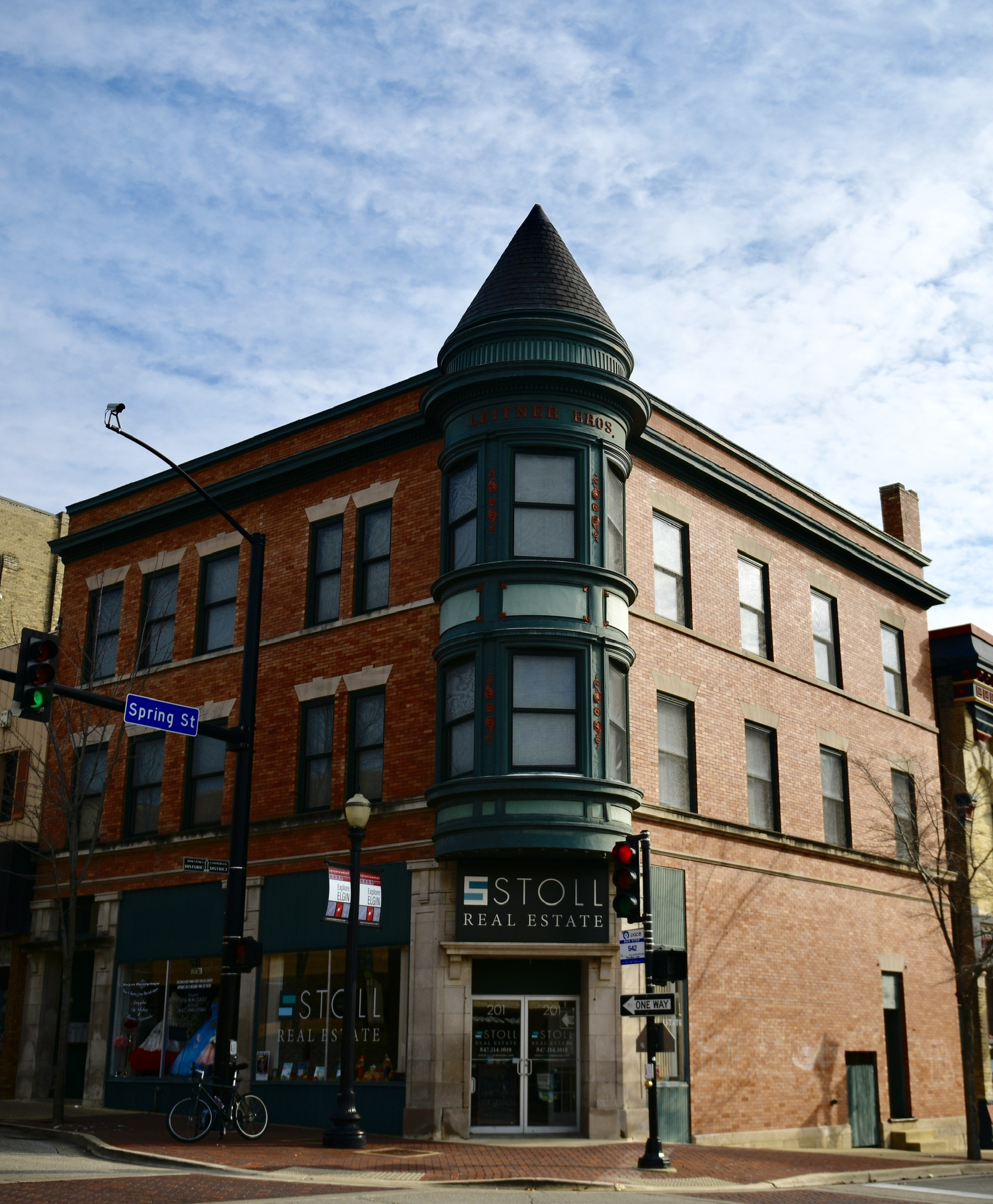
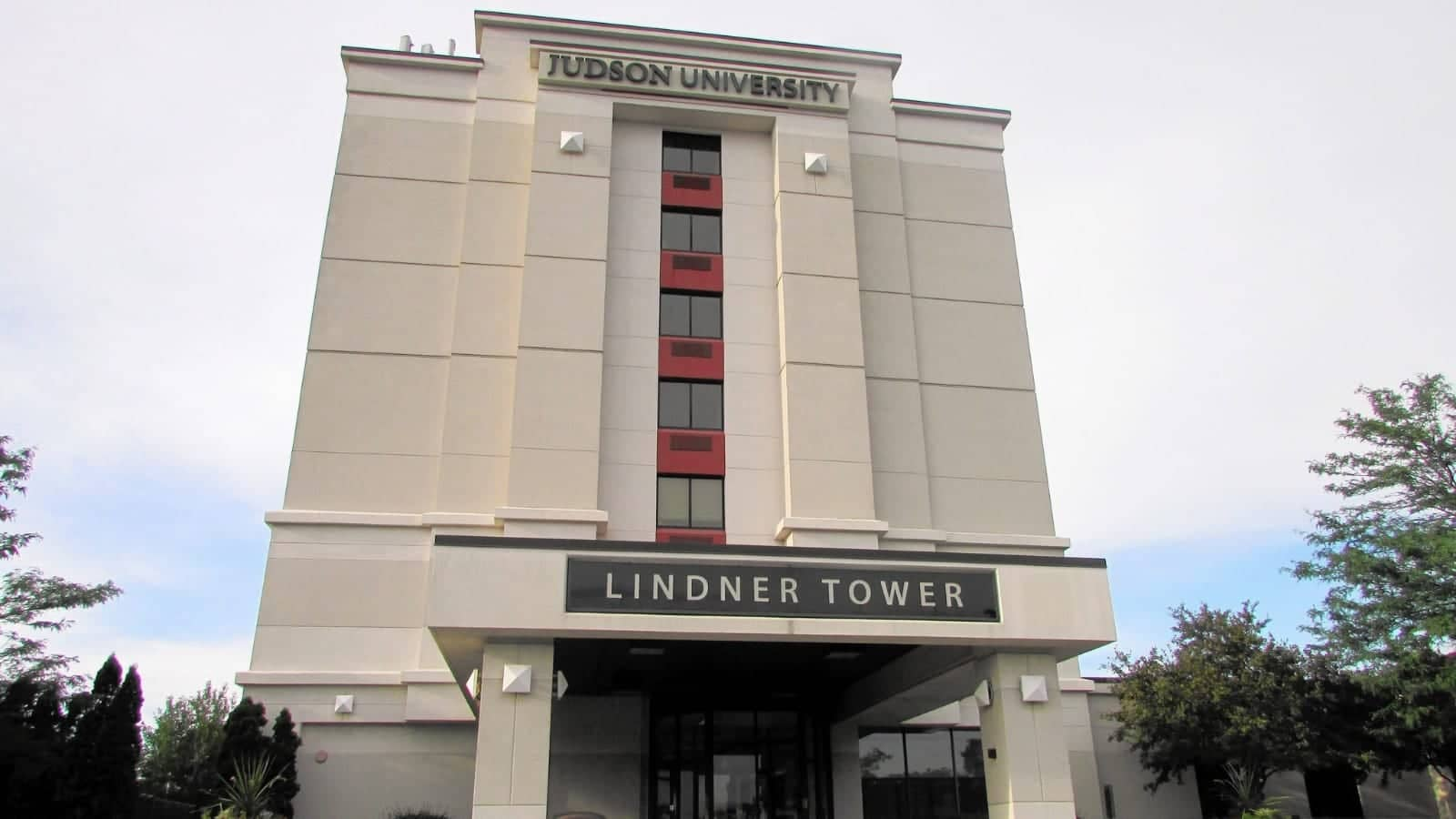
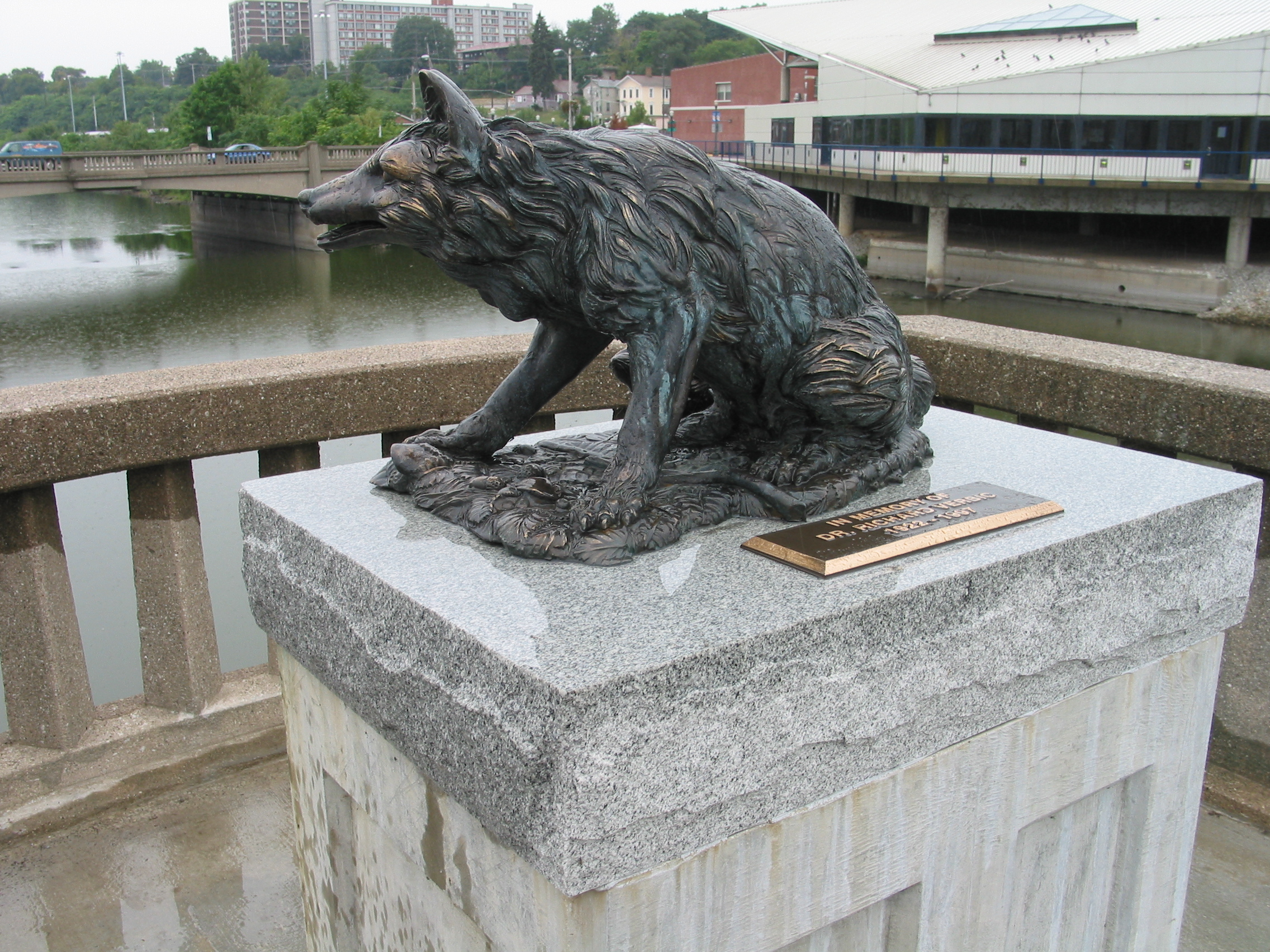
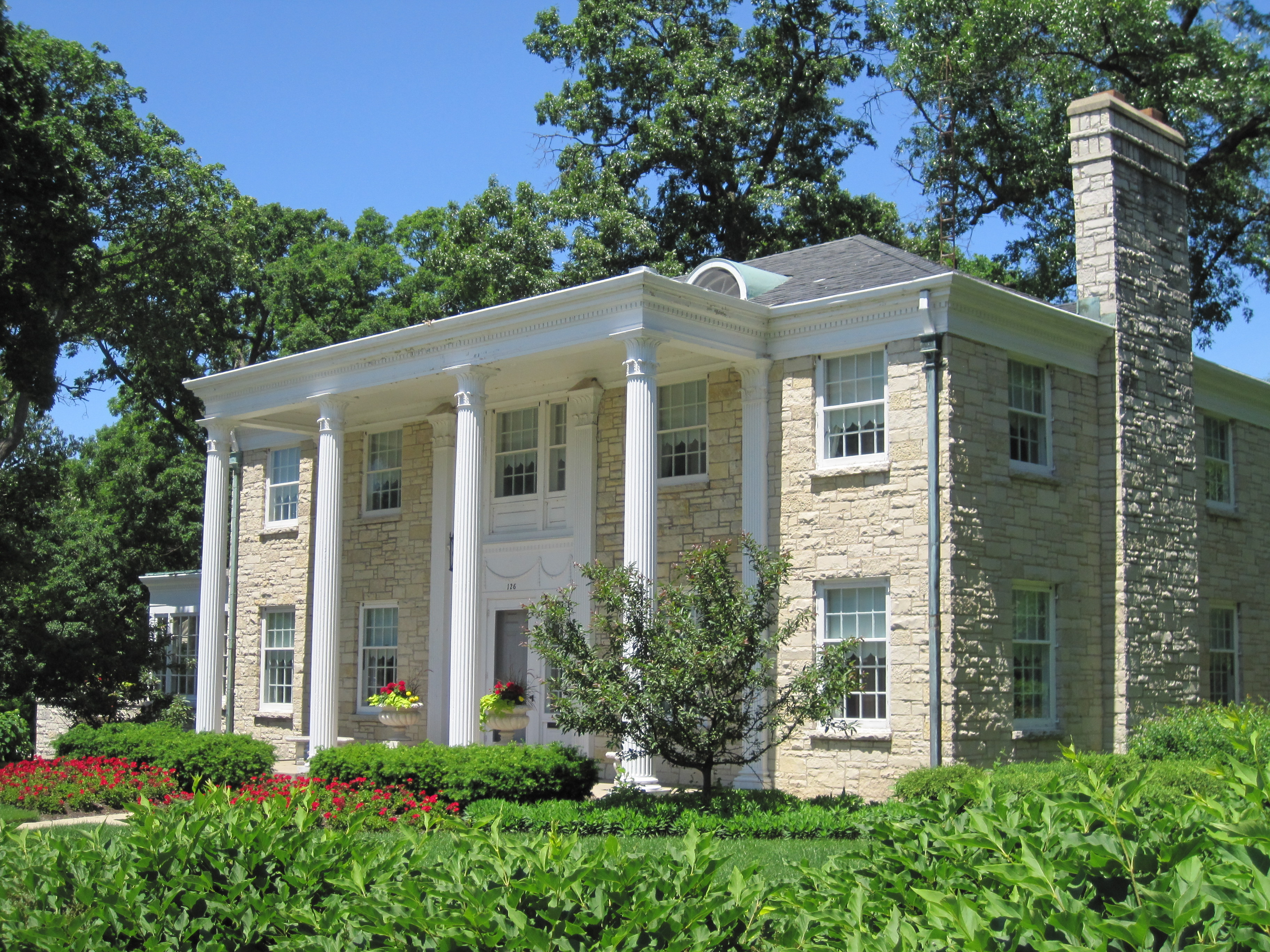